# László Déméndi
László Déméndi war ein im 14. Jahrhundert lebender ungarischer Adeliger aus dem Geschlecht Déméndi de Theszéri, das im Komitat Hont ansässig war.
Er war ein Sohn des Anwalts Peter Déméndi und hatte drei Geschwister. Er wurde in Bratislava und Budapest zum Arzt ausgebildet, da die Familie sehr viel Wert auf die wissenschaftliche Bildung und Medizin legte. Außerdem wurde in kürzester Zeit zum Kanonisten von Esztergom und zum Propst von Kalocsa ernannt. Zugleich wurde er Leibchirurg von Ludwig dem Großen und später von Kaiser Sigismund. Er Gewann das Vertrauen von Elisabeth von Bosnien, der Gemahlin Ludwigs des Großen. Er wurde mit der Erziehung der königlichen Kinder Hedwig, Maria und Katharina betraut und von Elisabeth zum Hofkanzler ernannt.
Politisch gesehen konnte László die Nähe zum Königshof nutzen, wodurch er hohe kirchliche Ämter bekam. Er wurde Bischof von Nitra (1368–1372), Bischof von Veszprém (1372–1377) und später Bischof von Oradea (1378–1382). Während seiner Zeit als Bischof förderte er die Renaissance.

## Nachweise
1. ↑  DEMÉNDI I. LÁSZLÓ. 1378–1382. Arcanum, abgerufen am 11. September 2019.
2. ↑  Milan Ukrop: Demandice Dejiny. Abgerufen am 11. September 2019.
3. ↑  Kellogg, Charlotte: Jadwiga, Poland’s Great Queen. Abgerufen am 11. September 2019.
4. ↑  DEMÉNDI I. LÁSZLÓ. 1378–1382. Arcanum, abgerufen am 11. September 2019.

| Personendaten    | Personendaten                    |
| ---------------- | -------------------------------- |
| NAME             | Déméndi, László                  |
| KURZBESCHREIBUNG | ungarischer Adeliger und Bischof |
| GEBURTSDATUM     | vor 1368                         |
| STERBEDATUM      | nach 1382                        |